# Arroio Sampaio
O arroio Sampaio é um curso de água localizado no estado do Rio Grande do Sul na região do vale do Rio Taquari.
O arroio Sampaio tem sua nascente no município de Boqueirão do Leão, RS.
E desagua no rio Taquari, no município de Cruzeiro do Sul , RS.
O arroio Sampaio foi um curso de água muito importante para a colonização alemã em diversos municípios da região por onde passa, sendo o primeiro local de chegada e fixação de território.